# PlayOK

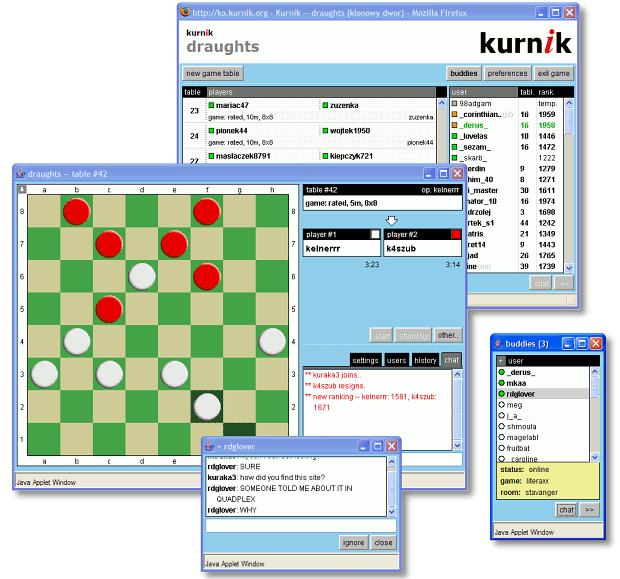

A PlayOK egy weboldal klasszikus tábla- és kártyajátékoknak, amelyen a játékosok valós időben játszhatnak egymás ellen. Marek Futrega hozta létre 2001-ben; kezdetben kizárólag lengyel nyelvű oldal volt, mára 21 különböző nyelvre, köztük magyarra is lefordították.
A PlayOK (ex Kurnik) mind technikailag, mind a felhasználókhoz való kapcsolatában kitűnik a hasonló profilú oldalak közül.
A PlayOK használata ingyenes és teljesen reklámmentes. A játszmákat archiválják, visszakereshetőek, letölthetőek, a játékosokat a rendszer automatikusan rangsorolja (az ostábla esetében FIBS, a többi játéknál Élő-pontszám alapján), svájci rendszerű bajnokságokat rendez, illetve a felhasználók maguk is kezdeményezhetnek privát bajnokságokat. A PlayOK social networking elemeket is tartalmaz (chatszobák, nyilvános barátlisták), a fordítás a rendszer által automatikusan felkért önkéntesek révén történik, a tartalom nagy része cc-by-nc-sa Creative Commons licenc alatt érhető el, az oldalhoz fejlesztői blog is tartozott.
Az oldal kezdetben a legnépszerűbb klasszikus tábla- és kártyajátékokat (például sakk, dáma, malom, go, gomoku, othello, ostábla; bridzs, römi, kanaszta) tartalmazta, később egzotikusabbakkal (kínai sakk, shogi, mankala) is kibővült, majd két saját játék is felkerült: a Scrabble-ról mintázott Literaxx és a Monopoly alapján készült Blogpoly. (Eredetileg a Scrabble került fel az oldalra, de a játék internetes jogait birtokló Cronix cég perrel fenyegette meg a PlayOK-ot, amely erre létrehozott egy új Scrabble-szerű játékot, amit közkincsnek nyilvánított.)
A PlayOK jelenleg több, mint 2 000 000 regisztrált felhasználója van. A bejelentkezett felhasználók száma legnépszerűbb időszakban meghaladja a 25 000-et, az egyedi látogatók száma 1 500 000 felett van. A kurnik.pl domain Alexa rangja 10 000 körül van.